# Đỗ nhược
Đỗ nhược (danh pháp khoa học: Pollia hasskarlii) là một loài thực vật có hoa trong họ Commelinaceae. Loài này được R.S.Rao miêu tả khoa học đầu tiên năm 1964.